# اليهودية والمورمونية
المورمونية، أو حركة قديسي الأيام الأخيرة، تعلِّم أن معتنقيها هم إما نسل مباشر لبيت إسرائيل أو تم تبنيهم في هذا البيت. بذلك، يعُدّ المورمون اليهودَ شعب عهد الله ويضعونهم في مكانة مرموقة. تتبنى كنيسة يسوع المسيح لقديسي الأيام الأخيرة، الكنيسة الأكبر في المورمونية، العقيدة الفيلوسامية.
أظهرت الدراسات أن اليهود الأمريكيين ينظرون إلى المورمونيين على وجه الإجمال بصورة أكثر إيجابية مما ينظرون إلى أي جماعة دينية أخرى، على الرغم من تصويتهم عادةً على طرفي نقيض من الطيف السياسي. يُظن أن تقدير اليهود العالي للمورمونيين يأتي من تضامنهم مع الأقليات الدينية المضطَهدة تاريخيًا وفيلوسامية اللاهوت المورموني.

## مقارنة المورمونية واليهودية

### طبيعة الله
الله واحد في اليهودية بصورة لا تقبل الجدال، واحد كلّي غير قابل للتجزئة، وغير مادي، وكائن لا يضاهى، وهو العلّة النهائية للوجود بأكمله. يقدّم الإنجيل العبري يهوه بصفته خالق العالم والقوة الوحيدة التي تتحكم بالتاريخ. يأمر الكتاب العبري الإسرائيليين ألا يعبدوا آلهة أخرى، بل يهوه فقط، الإله الذي أخرجهم من مصر (سفر الخروج 20:1-4؛ سفر التثنية 5:6-7). يشير التلمود البابلي إلى «الآلهة الأجنبية» بأنها كينونات غير موجودة يُنسب البشر إليها عن طريق الخطأ الواقع والقوة.

يؤكد اللاهوت المورموني أن الله الآب (الأب السماوي) ويسوع المسيح (ابنه) والروح القدس هم ثلاثة كائنات منفصلة ومتمايزة بشخصها وجوهرها، ومع ذلك هي واحد في غايتها ومجدها. شرح جيمس إي. فاوست عقيدة كنيسة قديسي الأيام الأخيرة هذه، حين قال:
تؤكد الرؤية الأولى حقيقة وجود ثلاثة آلهة منفصلة: الله الآب؛ إلوهيم، الذي نوجه له صلواتنا، ويسوع المسيح؛ يهوه، والروح القدس؛ المُعزّي، الذي نعرف من خلال روحه حقيقة كل الأشياء.
يشكل هذا الثالوث الله، موحَّدًا في الغاية والجوهر. لله الآب ويسوع المسيح جسدان ملموسان كاملان من لحم وعظم. البشر أبناء روحيون فعليون للأب السماوي، ويستطيعون عن طريق كفّارة يسوع المسيح العودة إليه وأن يصبحوا آلهة. في خطاب الملك فوليت، علّم جوزيف سميث:
الله نفسه كان في ما مضى ما نحن عليه الآن، وهو الآن إنسان متعالٍ، يجلس على عرشه هناك في السماوات. هذا هو السر العظيم .... المبدأ الأول في الإنجيل هو معرفة حقيقة طبيعة الله ومعرفة ... أنه كان يومًا ما إنسانًا مثلنا. هاهنا، إذن، الحياة الأبدية؛ أن نعرف ذلك الإله الحقيقي والحكيم، ويجب عليكم أن تتعلّموا كيف تصبحون أنفسكم آلهةً، وأن تكونوا ملوكًا وكهنة لله، كما فعلت جميع الآلهة قبلكم. ... الله نفسه، أبونا جميعًا سكن على الأرض كما فعل يسوع المسيح.

### يسوع
لم يَرد ذِكر يسوع في السجلات اليهودية لذلك الوقت، وليس هناك أي ممارسة دينية يهودية تعترف بيسوع شخصيةً مقدسةً. يتخذ الجواب الشرعي اليهودي على يسوع مسارين، معالجة قضية ألوهته وتعيين هويته بأنه المسيح اليهودي. في ما يتعلق بألوهية يسوع، العقيدة الأساسية في اليهودية هي وحدانية الله، وبذلك لا مكان لثالوث، حتى لو كانوا أشخاصًا مقدسين، في نظام الإيمان اليهودي. لا يؤمن اليهود أيضًا بأن لله تجلٍّ ماديٌّ. نتيجة لذلك، لا يمتلك الله جسدًا ماديًا، وبذلك تكون فكرة امتلاك الله أبناء ماديين «مولودين» غير ممكنة. بالإضافة إلى ذلك، يؤمن اليهود بأن الله هو الكائن الوحيد الذي يبنغي أن نوجه إليه صلواتنا.
في ما يتعلق بمسألة أن يسوع هو المسيح، كان هناك العديد من المدعين لهذا اللقب في التاريخ اليهودي، ولا يُعتبر أي منهم مستوفيًا متطلبات ذلك الدور. ولا يُعتبر يسوع مختلفًا عن أي منهم. تتراوح نظرة الأفراد اليهود إلى يسوع من «غير متصل بالموضوع»، إلى «ميثرا الحقيقي»، إلى «ادعى يسوع أنه المسيح ومع ذلك كان يؤمن بما يخالف كلمة الله، الأمر الذي يجعله غير مؤهل ليكون مسيحًا». على أي حال، لم يكن متوقعًا أن يكون المسيح اليهودي سوى شخص عادي، أو أن يوصَف بأنه كذلك.
حسب المعتقدات المورمونية، كان يسوع المسيح الابن الوحيد المولود لله الآب في جسد. يماهي قديسو الأيام الأخيرة يسوع مع يهوه العهد القديم، لا مع الله الآب، مشيرين إلى أن عهد الإسرائيليين ويهوه كان فعليًا مع المسيح. بسبب معاناة يسوع وموته وقيامته، أُنقذت البشرية جمعاء من الموت، وستقوم مرة أخرى، وستتلقى جسدًا ماديًا كاملًا. علاوة على ذلك، ترضي الكفارة مطالب العدالة، والفضيلة، والغفران، والرحمة (أي الخلاص)، وهي تشمل جميع من يقبلون بالمسيح مخلّصًا لهم ويصبحون تلاميذه مدى الحياة. يؤمن المورمونيون أيضًا أنه ثمة إله واحد فقط تُقدَّم إليه الصلوات، وهو الله الآب. لا يصلي المورمونيون إلى يسوع.
في معتقدات قديسي الأيام الأخيرة، تمتد الكفارة إلى حد أنها تشمل كل من يفعل كل ما بوسعه ليكون صالحًا (بمن فيهم غير المسيحيين)، لتنقذ من الجحيم في النهاية جميع الأرواح الشريرة تقريبًا. إلا أن نوع المكافأة التي يتلقونها يعتمد على مستوى قبولهم وطاعتهم.

### النبوة
تؤمن اليهودية بأن النبوة توقفت بعد موت ملاخي، وستُستعاد مع عصر الخلاص، بينما يؤمن المورمونيون أن الوحي كان حاضرًا في نظام يسوع الديني، وأن النبوة استعيدت إلى الأرض من عصر الردة عبر جوزيف سميث. لذلك يؤمنون بأن سميث وخلفاءه أنبياء.
يؤمن المورمونيون، بالإضافة إلى نبوات عديدة من العهد الجديد، بأن النبوة الإلهية استعيدت ابتداءًا بجوزيف سميث. بالإضافة إلى ذلك، ظهر يسوع وموسى وإيليا لِسميث وأوليفر كوديري خلال تدشين معبد كيرتلاند، مانحين إياهما السلطة. عهِدوا إلى سميث وكوديري أمر مفاتيح تجميع إسرائيل من الجهات الأربع للأرض وقيادة الأسباط العشرة المفقودة من الشمال، والتحكم بمفاتيح الشريعة الإبراهيمية ومفاتيح صلاحيات الختم.

### المعابد
احتوى معبد سليمان على تابوت العهد في إحدى غرف المعبد التي يُشار إليها بأنها قدس الأقداس. يدخل رئيس الكهنة الغرفة، يُقال إنه يفعل ذلك مرة في السنة في يوم الغفران لاحتواء شيكينة (حضرة الله).
يحتوي معبد سولت ليك العائد لكنيسة قديسي الأيام الأخيرة على قدس الأقداس حيث يدخل رئيس الكنيسة -بصفته رئيس الكهنة- ليحقق العلاقة بين رئيس كهنة إسرائيل والله، بصورة تتماشى مع تفسير قديسي الأيام الأخيرة لسفر الخروج (الخروج 25:22). وبذلك، تُعَدّ قدس الأقداس هذه شبيهًا حديثًا للمكان المقدس لخيمة الاجتماع ومعبد القدس.
من بين الـ155 معبدًا التي تديرها اليوم كنيسة قديسي الأيام الأخيرة، يمتلك معبد سولت فقط ليك قدس الأقداس؛ قبل الانتهاء من معبد سولت ليك في عام 1893، استضاف معبد مانتي قدس الأقداس لاستخدامها من قبل رئيس الكنيسة. في حين ما تزال الغرفة نفسها موجودةً في معبد مانتي، واستُخدمت كغرفة ختم للزيجات لبعض الوقت، غير أنها الآن مفتوحة للعرض فقط من قبل رعاة المعبد نظرًا إلى صغر حجمها.
يؤمن قديسو الأيام الأخيرة بأن اليهود سيعيدون يومًا ما بناء معبد في القدس وبأنهم سيعيدون ممارسة طقوس قوانين موسى داخل ذلك المعبد.

### الكهنوت ورجال الدين
تؤمن اليهودية بأن الأحفاد الذكور الفعليين لهارون هم الكوهينيون أو الكهنة. وأيضًا، أحفاد الذكور الفعليون الآخرون للاوي هم اللاويون، أعضاء قبيلة عبرية للاوي يشكلون نظامًا آخر من الكهنوت. يمتلك الكوهينيون واللاويون حقوقًا دينية معينة، وواجباتٍ، وقيودًا (في حالة الكوهينيين).